# OOM
OOM是日本乐队，所属于Being旗下的GIZA studio，2004年以大賀好修為中心組成。2009年解散，官网也一同关闭。

## 成員
- 望月美玖：主唱、作词，出生于大阪府。
- 大賀好修：吉他手、作曲、编曲。出生于兵库县。现Sensation成员。
- 大楠雄藏：鍵盤手。出生于大阪府。现Sensation成员。

## 作品

### 迷你专辑
|     | 发售日        | 标题     | 编号    | 最高位 |
| --- | ------------- | -------- | ------- | ------ |
| 1st | 2005年11月9日 | REVOLVER | WCR-005 |        |
| 2nd | 2006年9月6日  | SECOND   | WCR-007 |        |
| 3rd | 2009年3月4日  | OOM      | WCR-009 |        |

## 團名來源
- “OOM”是取自3人名字的頭一字所組成。

## 相關網站
- OOM官方網站